# Баллинаглера

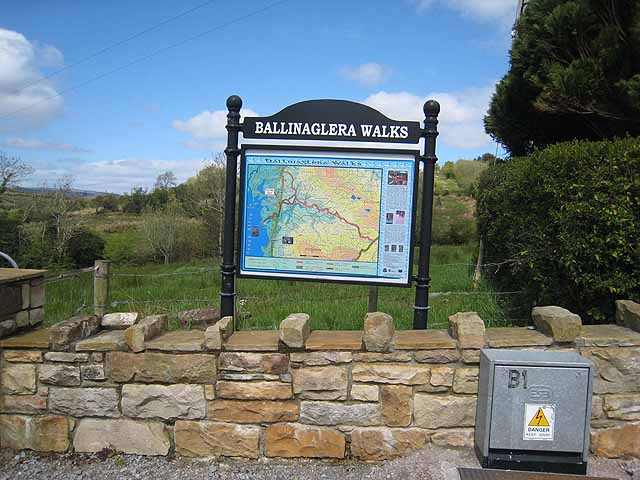

Баллинаглера (англ. Ballinaglera; ирл. Baile na gCléireach) — деревня в Ирландии, находится в графстве Литрим (провинция Коннахт) восточнее Лох-Аллен на трассе R207.